# Марсівський (зупинний пункт)
Ма́рсівський — пасажирський залізничний зупинний пункт Лиманської дирекції Донецької залізниці.
Розташований на півночі смт Новоайдар, Щастинський район, Луганської області на лінії Кіндрашівська-Нова — Граківка між станціями Новий Айдар (6 км) та Половинкине (26 км).
Через військову агресію Росії на сході України транспортне сполучення припинялося, проте з 30 травня 2016 року рух поїздів відновлено. Лінією Валуйки — Кіндрашівська почував курсувати приміський поїзд Кіндрашівська-Нова — Лантратівка, який робить зупинки лише по станціях.